# Il pifferaio di Hamelin (film)
Il pifferaio di Hamelin (The Pied Piper) è un film del 1972 diretto da Jacques Demy. La sceneggiatura si basa sulla leggenda Der Rattenfänger von Hameln raccolta dai fratelli Jakob e Wilhelm Grimm e sulla poesia The Pied Piper of Hamelin di Robert Browning che a loro volta si basarono su una leggenda tedesca del tredicesimo secolo.

## Distribuzione
Negli Stati Uniti, dove fu distribuito dalla Paramount Pictures, il film venne presentato a New York il 25 maggio 1972 e, nella stessa settimana, anche a Los Angeles. Nel Regno Unito fu distribuito dalla Scotia-Barber, uscendo in sala il 17 dicembre 1971; in Francia uscì il 31 dicembre 1975. La televisione svedese lo trasmise per la prima volta il 25 dicembre 1976 mentre la prima televisiva in Spagna si ebbe il 10 giugno 1978. Il film fu distribuito in Uruguay il 13 febbraio 1984.